# Kiss G. Péter
Kiss G. Péter, eredeti neve Kiss Péter (Budapest, 1953. május 8. –) magyar újságíró, fotóriporter.

## Életútja
Kiss G. Péter az I. István Közgazdasági Szakközépiskolában 1971-ben tett érettségit, majd ebben az évben a Magyar Távirati Irodánál helyezkedett el a fotóraktárban könyvelőként. 1972-ben felvételt nyert a Práter utcai Szakmunkásképző Intézet „C” tagozatára, ahol fényképésznek tanult. Ezt követően mintegy fél éven keresztül az MTI Fotólaboratóriumában dolgozott szakmunkásként, majd a Szerszámgépipari Művek üzemi lapjánál, a SZIM Hírlapnál kapott állást, ahol lapterjesztéssel foglalkozó adminisztrátor volt, de első írásai és fényképei már megjelenhettek a lapban. 1972-ben bevonult katonának, 1973-ban  MN. vezérkari főnöke a Magyar Néphadsereg magazinjához, az Igaz Szóhoz vezényelte, majd néhány hónappal később a honvédség hetilapjához, a Néphadsereg című újsághoz helyezte át, fotóriporterként. Leszerelése után a SZIM Hírlapnál dolgozott tovább. 1976-tól újságíró-gyakornok lett a Hírlapkiadó Vállalatnál. 1978-ban fényképész mestervizsgát tett.
A MÚOSZ újságíró iskolájának négyéves kurzusát elvégezve gazdaságpolitikai újságíróvá nevezték ki. 1980 óta a MÚOSZ tagja.
1982-ben újságírói nívódíjban részesült.
1984-ben visszatért az MTI-hez, ahol a Belföldi Képszerszerkesztőségben újságírói állást kapott. Itt fotóriporteri, olvasószerkesztői munkakört töltött be. 1987 októberében Varsóba küldték, ahol az MTI Fotó képarchívumának frissítésére feldolgozta a lengyel főváros arculatát. A képanyagból kiállítása nyílt Budapesten, a Lengyel Kultúra Házában. 1988-tól turnus-szerkesztő az MTI Külpolitikai Főszerkesztőségében és Belföldi Képszerkesztőségében.Lengyelországba 1989 áprilisában tért vissza az MTI különtudósítójaként, ahol a gdański események, illetve a Varsóban megkezdődött kerekasztal-tárgyalások tudósítója volt.
1989 augusztusától a Fejér megyei Lapkiadó Vállalat tulajdonában álló Dunaújvárosi Hírlapnál főszerkesztő-helyettes lett, később a Fejér megyei Új Hírek főmunkatársa.
1993. október 1-jétől Paks város Önkormányzatának lapja, a Paksi Hírnök főszerkesztője volt, amely tisztséget hét éven keresztül töltötte be, egy rövidebb ideig ezzel párhuzamosan a Paksi Atomerőmű Atomerőmű című újságjának vezetője volt.
2004-ben a paksi Jámbor Pál Társaság Balás Sándor-díjjal ismerte el munkáját.
2010-ben Urán Toll kitüntetésben részesült.
1999-ben megalapította a Paks-Press Hírügynökséget, amelynek tulajdonos-főszerkesztője.
További iskolái: Budapesti Tanítóképző Főiskola (1986), ELTE TTK Szociológiai Intézet (1996)

## Publikációi
- Paks. 1992 (ISBN 9637560 16 5)
- A paksi évszázad. 1999 (ISBN 963 03 6511 1)